# Cité internationale universitaire de Paris

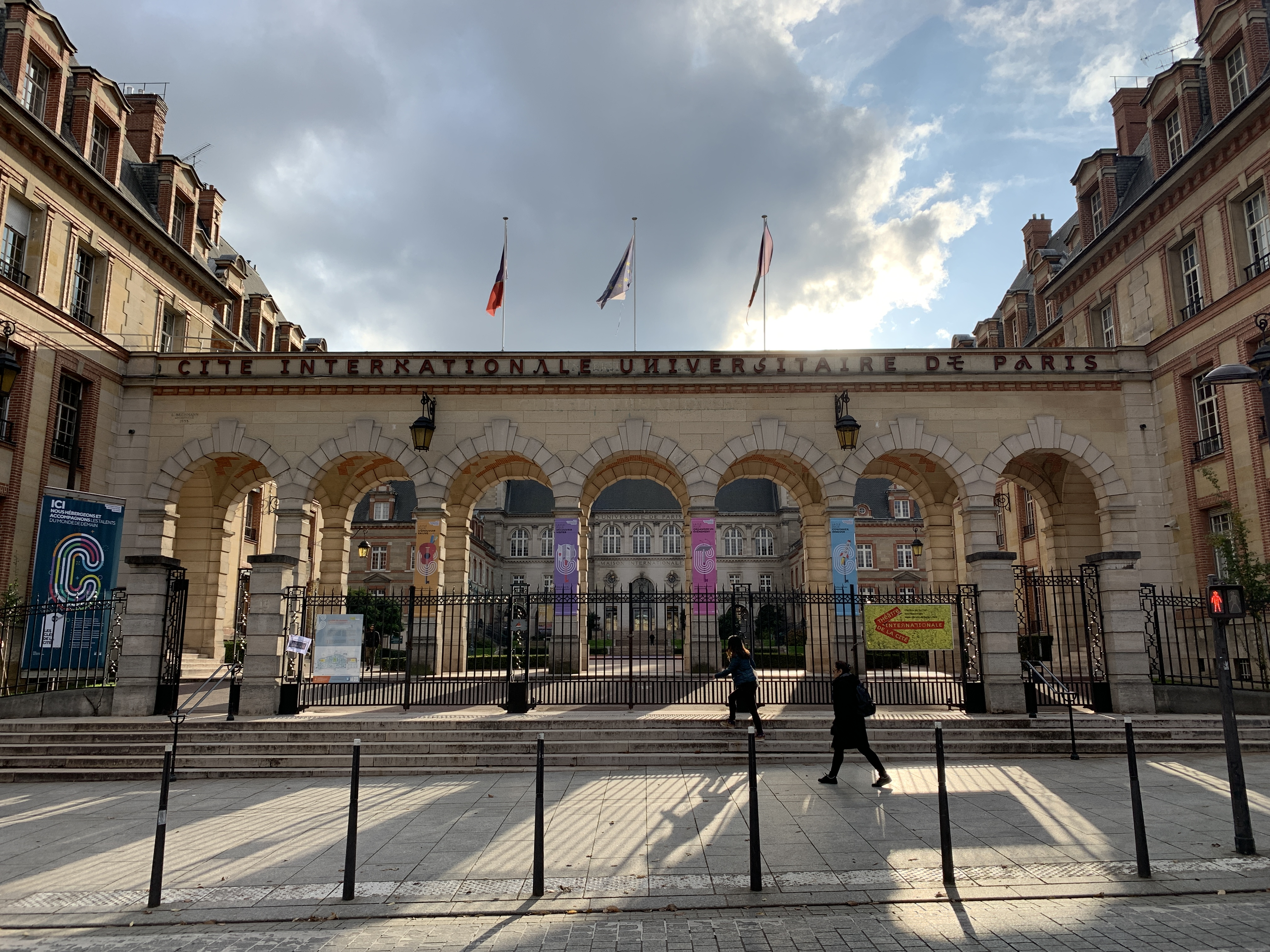
Entrada principal

A Cité Internationale Universitaire de Paris (48° 49' 16" N 2° 20' 17" E),
também conhecida pela abreviação de CIUP, ou ainda como Cité Universitaire ou Cité U entre os parisienses, é uma fundação privada em Paris. Desde 1925, ela oferece serviços públicos e gerais, incluindo a manutenção de diversas residências de estudantes e de pesquisadores e acadêmicos visitantes na re região de Île-de-France. Oficialmente, é reconhecida como uma fundação de utilidade pública na França.
A CIUP tem vários prédios construídas por aquitetos famosos, incluindo Le Corbusier, Willem Marinus Dudok e Claude Parent. As residências são organizadas na maioria dos casos por nacionalidades, apesar de os residentes em cada maison não serem necessariamente originários do país associado ao nome da residência.
A CIUP está localizada na parte sul de Paris, próxima ao peripherique, uma estrada de alta circulação ao redor de Paris. A norte da CIUP está o belo Parque Montsouris.